# Guai in famiglia
Guai in famiglia (Folks!) è un film del 1992 diretto da Ted Kotcheff.
È una commedia statunitense con Tom Selleck (qui per la prima volta senza i baffi che lo hanno reso famoso), Don Ameche e Anne Jackson.

## Trama
Quando Jon Aldrich, agente di borsa a Chicago, riceve una telefonata che lo chiama urgentemente in Florida, dove l'anziana madre sta per subire un'operazione, cominciano i suoi guai. Infatti il vecchio padre Harry, è affetto da demenza senile e provoca l'incendio della loro casa. Poiché la figlia Arlene non vuole interessarsi di loro, Jon è costretto a portarseli nella propria casa a Chicago. Anche qui il padre, però, crea dei guai e la moglie di Jon, Audrey, abbandona coi figli il tetto coniugale. I vecchi genitori vorrebbero suicidarsi per il dispiacere ma Jon, profondamente affezionato a loro, riesce a salvarli. Audrey torna poi a casa, Jon riottiene il lavoro e tutti i suoi averi, e, come lieto fine, vengono ritrovate alcune azioni comprate da Harry tanto tempo prima, e che ora valgono un patrimonio.

## Produzione
Il film, diretto da Ted Kotcheff su una sceneggiatura di Robert Klane, fu prodotto da Victor Drai e Malcolm R. Harding per la Silvio Berlusconi Communications, la Penta Pictures e la 20th Century Fox e girato a Boca Raton e a Briny Breezes in Florida e a Chicago e nel Clow International Airport di Bolingbrook in Illinois.

## Distribuzione
Il film fu distribuito con il titolo Folks! negli Stati Uniti dal 1º maggio 1992 (première a Los Angeles e New York) dalla Twentieth Century Fox.
Altre distribuzioni:
- in Austria nel settembre del 1992 (Eine ganz normal verrückte Familie)
- in Argentina il 3 settembre 1992 (Cómo sobrevivir a la familia)
- in Germania il 24 settembre 1992 (Eine ganz normal verrückte Familie)
- in Australia l'8 ottobre 1992
- in Spagna il 9 ottobre 1992 (Cómo sobrevivir a la familia)
- in Svezia il 9 ottobre 1992 (Min galna farsa)
- nel Regno Unito il 5 febbraio 1993
- in Portogallo il 18 giugno 1993 (Caos na Família)
- in Danimarca il 2 luglio 1993 (Lad os slå de gamle ihjel)
- in Ungheria (Dilis bagázs)
- in Grecia (Ego kai... to soi mou)
- in Finlandia (Hullu isäni!)
- in Serbia (Matorci)
- in Romania (O familie neobisnuita)
- in Polonia (Szalona rodzinka)
- in Brasile (Um Homem à Beira de Um Ataque de Nervos)
- in Canada (Une sacrée famille!)
- in Italia (Guai in famiglia)

## Critica
Secondo il Morandini il film è una "innocua e ingenua commedia di sadica comicità". Morandini segnala inoltre l'interpretazione di Ameche. Secondo Leonard Maltin il film è una "malriuscita commedia dai toni strazianti".

## Promozione
La tagline è: "Jon Aldrich is about to come face to face with the most terrifying force known to man... His parents.".